# Saison 2016 des Marlins de Miami
La saison 2016 des Marlins de Miami est la 24e saison en Ligue majeure de baseball pour cette franchise.
La saison est marquée par la mort tragique du jeune José Fernández, tué le 25 septembre 2016 à l'âge de 24 ans dans un accident nautique survenu en Floride.

## Contexte
Après un départ de 16 victoires et 22 défaites en 2015, les Marlins congédient le gérant Mike Redmond pour le remplacer, dans un geste inusité, par le directeur général Dan Jennings. Le bilan de ce dernier n'est guère mieux et Miami, avec 6 défaites de plus qu'en 2014, termine 10e sur 15 clubs de la Ligue nationale avec 71 succès et 91 revers et connaît une 6e saison perdante de suite.

## Calendrier pré-saison
L'entraînement de printemps 2016 des Marlins se déroule du 1er mars au 2 avril.

## Saison régulière
La saison régulière de 162 matchs des Marlins débute le 5 avril par la visite au Marlins Park des Tigers de Détroit et se termine le 2 octobre suivant.

### Classement
| Ligue nationale division Est | V  | D  | %    | Diff. | Diff. (séries) |
| ---------------------------- | -- | -- | ---- | ----- | -------------- |
| Nationals de Washington      | 95 | 67 | ,586 | -     | -              |
| Mets de New York             | 87 | 75 | ,537 | 8     | -              |
| Marlins de Miami             | 79 | 82 | ,491 | 15½   | 7½             |
| Phillies de Philadelphie     | 71 | 91 | ,438 | 24    | 16             |
| Braves d'Atlanta             | 68 | 93 | ,422 | 26½   | 18½            |

## Affiliations en ligues mineures
| Niveau            | Équipe                         | Ligue                         |
| ----------------- | ------------------------------ | ----------------------------- |
| AAA               | Zephyrs de La Nouvelle-Orléans | Ligue de la côte du Pacifique |
| AA                | Suns de Jacksonville           | Southern League               |
| A-Advanced        | Hammerheads de Jupiter         | Ligue de l'État de Floride    |
| A                 | Grasshoppers de Greensboro     | South Atlantic League         |
| A (saison courte) | Muckdogs de Batavia            | New York - Penn League        |
| Ligue des recrues | GCL Marlins                    | Gulf Coast League             |
| Ligue des recrues | DSL Marlins                    | Dominican Summer League       |